# Temperierte Stimmung
Als temperierte Stimmung bezeichnet man in der Musik ein Stimmungssystem, bei dem einige Intervalle „temperiert“ gestimmt werden (von lateinisch temperare „mäßigen, mildern, in das richtige Verhältnis bringen“), was in diesem Kontext bedeutet, dass sie aus diesem Grund von ihrer akustischen Reinheit geringfügig abweichen. Eine solche Temperatur wird erforderlich, wenn auf Tasteninstrumenten oder bundierten Saiteninstrumenten möglichst viele verwendbare Dreiklänge und deren Erweiterungen spielbar gemacht werden sollen.
Wenn man bei der Stimmung neben der Oktave nur mit reinen Quinten (pythagoreische Stimmung) oder Terzen (reine Stimmung) arbeitet, kommt es früher oder später zu benachbarten Tönen, die sich nur um ein sehr kleines Intervall unterscheiden, das als pythagoreisches Komma, syntonisches Komma oder kleine bzw. große Diesis auftritt. Will man die Zahl der Tasten auf ein überschaubares Maß beschränken (etwa auf die heute üblichen zwölf pro Oktave), so wird es nötig, jeweils zwei dieser eng benachbarten Töne auf einer Taste zusammenzulegen. Dazu muss ihre Differenz so versteckt oder verteilt werden, dass es nicht zu größeren Missklängen wie der Wolfsquinte kommt.
Die „gleichschwebende Temperatur“ der heute dominierenden gleichstufigen Stimmung löst das Problem durch eine Abwandlung der pythagoreischen Stimmung, indem sie das pythagoreische Komma gleichmäßig auf alle zwölf Quinten des Quintenzirkels verteilt; dadurch sind die Quinten nur um 1/12 Komma verstimmt. Diese näherungsweise Reinheit der Quinten wird erkauft durch eine sehr starke Verstimmung der Terzen um circa 2/3 Komma. Nach Hugo Riemann „verträgt“ jedoch „die Terz eine stärkere Verstimmung als die Quinte“, so dass sich die gleichstufige Stimmung als praxistauglich durchsetzen konnte.
Frühere temperierte Stimmungssysteme, wie die lange Zeit verwendete mitteltönige Stimmung und die später entwickelten wohltemperierten Stimmungen, werden heute gelegentlich im Rahmen der historischen Aufführungspraxis wiederbelebt.
Moderne E-Pianos und digitale Sakralorgeln bieten vielfach die Möglichkeit, per Knopfdruck zwischen einer ganzen Reihe verschiedener Stimmungsarten umzuschalten.